# جان ویلیام استرات، سومین بارون ریلی
جان ویلیام استرات، سومین بارون ریلی (به انگلیسی: John Strutt, 3rd Baron Rayleigh) (زادهٔ ۱۲ نوامبر ۱۸۴۲ - درگذشته در ۳۰ ژوئن ۱۹۱۹) ریاضی‌دان و فیزیک‌دان انگلیسی بود که کمک‌های گسترده‌ای به علم کرد. او تمام دوران تحصیلی خود را در دانشگاه کمبریج گذراند. در میان افتخارات بسیار، او جایزه نوبل فیزیک ۱۹۰۴ را به‌پاس تلاش‌هایش در بررسی چگالی گازها و کشف آرگون با کمک ویلیام رمزی دریافت کرد. او از سال ۱۹۰۵ تا ۱۹۰۸ به‌عنوان رئیس انجمن سلطنتی و از سال ۱۹۰۸ تا ۱۹۱۹ به‌عنوان رئیس دانشگاه کمبریج خدمت کرد.
ریلی اولین راه حل نظری پراکندگی الاستیک نور توسط ذرات بسیار کوچکتر از طول موج نور را ارائه کرد. این پدیده امروزه به نام پراکنش ریلی شناخته می‌شود که به‌طور مشخص دلیل آبی بودن آسمان را توضیح می‌دهد. او امواج سطحی عبورکننده از جامدات را مطالعه و تشریح کرد که امروزه به نام موج ریلی شناخته می‌شود. ریلی با ارائه مفاهیمی مانند عدد ریلی (یک کمیت بدون بعد مرتبط با همرفت طبیعی)، جریان ریلی، ناپایداری ریلی–تیلور و معیار ریلی برای پایداری جریان تیلور–کوئت کمک زیادی به دینامیک سیالات کرد. او همچنین تئوری چرخش نیروی بالابری را فرموله کرد. در نورشناسی، ریلی یک معیار شناخته‌شده برای تفکیک زاویه‌ای پیشنهاد کرد. اشتقاق او از قانون ریلی–جینز برای تابش کلاسیک جسم سیاه، بعدها نقش مهمی در پیدایش مکانیک کوانتومی ایفا کرد (فاجعه فرابنفش را ببینید). کتاب درسی رایلی به نام نظریه صدا (۱۸۷۷) امروزه هنوز توسط آکوستیست‌ها و مهندسان استفاده می‌شود. او آزمون ریلی را برای عدم یکنواختی دایره‌ای معرفی کرد که طرح ریلی آن را به‌تصویر می‌کشد.

## علت رنگ آبی آسمان
از میان نورهای طیف مرئی، آبی دارای کمترین طول موج، و قرمز دارای بیشترین طول موج است. هنگامی که نور خورشید از جو می‌گذرد، نور آبی از سوی مولکول‌های اکسیژن و نیتروژن، بیشتر پراکنده می‌شود و بنابراین، نور آبی بیشتری به چشم ما می‌رسد. این اثر به پاس لرد رِیلی که آن را کشف کرد، پراکندگی رِیلی نامیده می‌شود، که در ۱۹۱۱، از سوی آلبرت انیشتین تأیید شد.